# Axelay
Axelay (アクスレイ Axelay, Interstellar Spaceship Axelay) és un joc per a Super Famicom desenvolupat per Konami, un shoot'em up llançat l'11 de setembre del 1992 i posteriorment el 30 del mateix mes a l'any següent per a Super Nintendo (EUA).
La seua principal aportació va ser l'alternança de nivells de desenvolupament clàssic horitzontal amb altres nivells que transcorrien en pseudo 3-D, gràcies al destacat ús de la manera 7 (una de les qualitats de la consola).
El desenvolupament del joc és molt dinàmic i gens monòton, encara tractant-se d'un shooter. Els seus gràfics i banda sonora es troben entre els millors (o el millor) de tot el catàleg del sistema. Les pistes s'emmotlen a la perfecció amb els diferents ambients del joc, clar exemple és l'escena "Urbanite" (3r nivell) amb el seu malenconiosa i dolça melodia "Mother", amb arranjaments saxofònics propis del jazz, "slaps" de baix funk i un punk melós i aventurer.
El joc consta de sis nivells, el que el va fer mereixedor d'algunes crítiques, car un bon jugador el pot acabar en un parell d'hores. El joc va rebre molt bones valoracions en les revistes principals de videojocs, per exemple en la Electronic Gaming Monthly (edició EUA) va traure una qualificació de 8, 9, 9 i 9 (quatre editors qualificaven).
Entre el misticisme d'aquest joc està un missatge al final del mateix al jugar-lo en manera difícil, on diu "See you in Axelay 2", el que va alimentar la idea que una seqüela eixiria prompte, no obstant això Konami desestime un nou lliurament de la saga a causa de les pobres vendes que va tenir el joc en els diferents mercats. Entre aquells que van participar en el seu desenvolupament es troba Kazuhiko Ishida, qui al costat d'altres membres actius de Konami deixarien l'empresa per a fundar Treasure Co. Ltd.
Axelay, no obstant això, aquesta disponible a partir de novembre 12 del 2007 en la Consola Virtual de la Wii.